# Ada Louise Huxtable
Ada Louise Huxtable (nata Landman; New York, 14 marzo 1921 – New York, 7 gennaio 2013) è stata una scrittrice e critica d'arte statunitense.
Fondò il giornalismo di architettura e progettazione urbana negli Stati Uniti e sensibilizzò il pubblico sull'ambiente urbano. Nel 1970 le fu assegnato il primo Premio Pulitzer per il miglior giornalismo di critica.

## Biografia
Frequentò l'Hunter College nel 1941 dove conseguì l'A. B. (magna cum laude), per poi intraprendere gli studi di storia dell'architettura all'Institute of Fine Arts dell'Università di New York. Nel 1942 sposò il designer industriale L. Garth Huxtable e proseguì gli studi fino al 1950, quando si trasferì per un anno in Italia grazie a una borsa di studio del Programma Fulbright, dove eseguì delle ricerche sull'architettura italiana.
Dal 1946 al 1950 lavorò come assistente curatoriale per l'architettura e il design al Museum of Modern Art (MoMA) di New York. Nel 1958 ricevette una Guggenheim Fellowship per fare ricerca sui progressi strutturali e progettuali dell'architettura americana. Dal 1950 al 1963 fu redattrice delle riviste Progressive Architecture e Art in America, prima di essere nominata critica di architettura del New York Times, la prima in assoluto del quotidiano, incarico che ricoprì dal 1963 al 1982.
I suoi scritti sull'architettura trattano il significato umanistico e il potere artistico, ma anche il suo disappunto per i progetti che mancano di impegno civico. I suoi articoli sulla prima pagina del New York Times fecero sì che l'architettura diventasse parte integrante del dialogo pubblico. Tra il 1968 e il 1971 la sua opinione pubblica riscosse un tale successo da essere commemorata nelle vignette del New Yorker. Venne eletta membro dell'American Academy of Arts and Sciences nel 1974 e dell'American Philosophical Society nel 1989. Dal 1997 al 2012 scrisse in qualità di critica di architettura per il Wall Street Journal.
Fu autrice di più di dieci libri sull'architettura, inclusa una biografia del 2004 di Frank Lloyd Wright per la serie Penguin Lives. Viene ritenuta una delle forze principali dietro la fondazione della New York City Landmark Preservation Commission nel 1965. Nel corso della sua carriera divenne una figura di rilievo per il mondo dell'architettura, tanto da essere invitata a partecipare a numerose giurie e commissioni, come ad esempio per il Premio Pritzker e il Premio Imperiale del Giappone. Fu anche membro dei comitati di selezione architettonica e progettazione degli edifici per il Getty Center, la Getty Villa e altri.

## Archivio
Nel 2013 il Getty Research Institute ha annunciato l'acquisizione dell'archivio di Huxtable, che va dal 1921 al 2013 e comprende 93 scatole e 19 cassetti di manoscritti e dattiloscritti, relazioni, corrispondenza e documenti personali, oltre a fascicoli di ricerca pieni di appunti, ritagli, fotocopie e soprattutto fotografie originali di architettura e design di fotografi contemporanei.

## Pubblicazioni
- Goodbye History, Hello Hamburger: An Anthology of Architectural Delights and Disasters (1986) ISBN 9780891331193
- Architecture, Anyone? Cautionary Tales of the Building Art (1988) ISBN 9780394529097
- Kicked A Building Lately? (1989) ISBN 9780520062078 (first published in 1976)
- Will They Ever Finish Bruckner Boulevard?, una collezione di articoli apparsi sul New York Times (1989)[7]
- The Tall Building Artistically Reconsidered, una storia sul grattacielo (1993) ISBN 9780394537733
- The Unreal America: Architecture and Illusion (1999) ISBN 9781565840553
- On Architecture: Collected Reflections on a Century of Change (2008) ISBN 9780802717078
- Frank Lloyd Wright: A Life (2008) ISBN 9780143114291